# 니시나카지마촌 (에히메현)
니시나카지마촌(西中島村)은 에히메현 온센군에 설치된 촌이다.